# Археодонтозавр

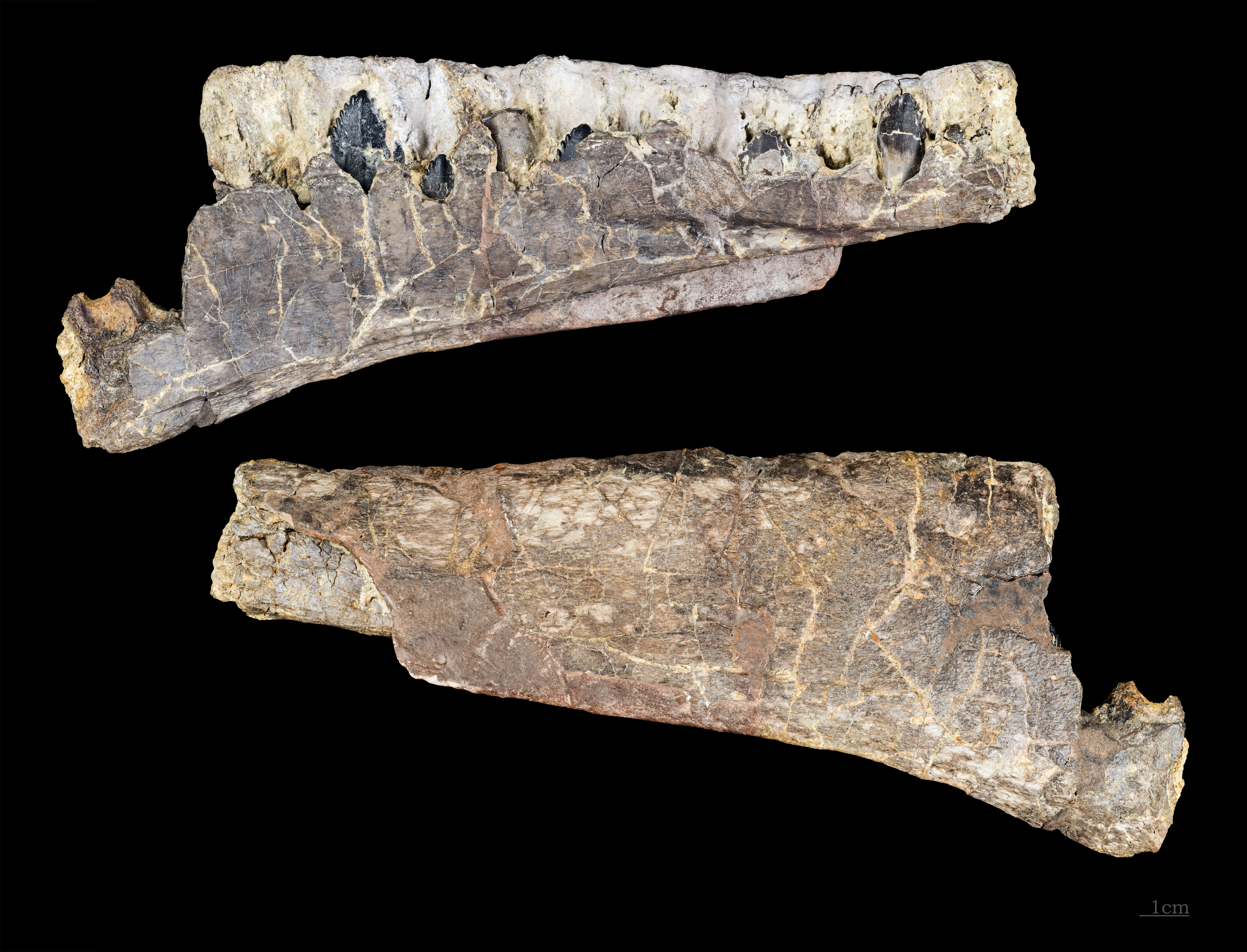
Archaeodontosaurus descouensi

Археодонтозавр (Archaeodontosaurus descouensi) — ящеротазовий динозавр підряду Завроподоподібні (Sauropodomorpha). Динозавр існував у середині юрського періоду (165 млн років тому). Скам'янілі рештки виду знайдені на Мадагаскарі. Вид описаний по щелепі із великою кількістю зубів. Динозавр цікавий тим, що маючи типову для завропода щелепу, у нього були виявлені примітивні зуби прозавроподного типу. Через малу кількість викопного матеріалу неможливо відновити в деталях будову тварини; ймовірно, Archaeodontosaurus був великим чотириногим динозавром, з довгими шиєю, хвостом і стовпчастими ногами. Завдовжки міг досягати близько 15 м, заввишки — бл. 5 м, завважував приблизно 40 т. Систематичне положення цього виду серед зауроподів не може в даний час бути визначене.